# Síťové odposlouchávání
Síťové odposlouchávání (též eavesdropping, sniffing attack nebo snooping attack) je metoda, která získává informace o uživatelích prostřednictvím počítačové sítě nebo internetu. K těmto útokům dochází na elektronických zařízeních (počítače, chytré telefony) a to obvykle při použití nezabezpečených sítí, jako jsou veřejné Wi-Fi, sdílená elektronická zařízení a jsou považovány za jednu z nejnaléhavějších hrozeb v odvětvích, která shromažďují a ukládají data. Odposlech je používán i pro zlepšení zabezpečení při přenosu informací.
Protože úspěšné odposlouchávání sítě vyžaduje jisté znalosti, lze takovou osobu označit jako Black-hat hacker. Hrozba síťových odposlechů se zvyšuje a soukromí je stále více ceněno, proto se objevují výzkumy a diskuse o typech odposlechů i open-source a komerčních nástrojích k zamezení odposlechu. K dispozici jsou záznamy o úspěšných pokusech o odposlouchávání sítě, jsou vydávány zákony o ochraně osobních údajů v elektronických komunikacích, zákony o zahraničním zpravodajském dozoru a politiky k zamezení odposlouchávání od americké Národní bezpečnostní agentury i národních bezpečnostních agentur v ostatních státech světa.